# Beatriz Luz Lattanzi
Beatriz Luz Lattanzi (Medellín, 24 maggio 1982) è un'attrice colombiana naturalizzata italiana, nota per aver interpretato nel 2010 il ruolo di Naima del Mar nella Melevisione di Raitre.

## Carriera

### Televisione
- 2008: Partecipazione alla Fiction su sky Romanzo criminale - La serie
- 2010: Melevisione (Raitre) Ruolo: Naima del Mar
- 2011: Partecipazione allo spettacolo Italialand di Maurizio Crozza su LA7.

### Corto
- 2008: Partecipazione al corto Huck & Bo in inglese di Davide Gillo

### Teatro
- maggio 2008: Genesi regia di Lorenzo Cognatti
- 2007-2008: I promessi sposi, regia di Giovanni Nardone - Lucia
- 2007: Roberto Zucco, di B. M. Koltès, regia di Peter Clough
- 2007: Cecè, di Luigi Pirandello, regia di R. Pradella
- 2007: Regine di Francia, di T. Wilder, regia di R. Pradella
- 2004: Lisistrata Forever, da Aristofane, regia di M. Barlucchi
- 2004: Magdalene, dal film omonimo, regia di M. Stinco.
- 2003: La donna volubile, di Carlo Goldoni, regia di M. Stinco.
- 2003: Cinque per una, di E. Luttman, regia di M. Stinco.